# Ludvik I. de Bourbon-Condé
Ludvik I. de Bourbon-Condé (francosko Louis Ier de Bourbon-Condé) je bil viden hugenotski voditelj in general in  ustanovitelj rodbine Condé, stranske veje rodbine Bourbonov, * 7. maj 1530, Vendôme, † 13. marec 1569, Jarnac.
Izhajal je iz politično relativno nepomembne hiše, podpora hugenotom in vodilna vloga v amboiški zaroti med vladanjem kralja Henrika II. pa ga je potisnila v središče francoske politike. Med vladavino Franca II. je bil aretiran in nato osvobojen. V prvih treh francoskih verskih vojnah je vodil hugenotsko vojsko in bil po porazu v bitki pri Jarnacu leta 1569 usmrčen.

## Zgodnja leta
Rojen v Vendômu je bil peti sin Charlesa de Bourbona, vojvode Vendôma. Njegova mati je bila Françoise d'Alençon, najstarejša hči Renéja, vojvode Alençonskega, in Margarete Lotarinške. Starejši brat Antoine de Bourbon je bil poročen z navarsko kraljico Jeanne d'Albret. Njun sin in Condéjev nečak je postal francoski kralj Henrik IV. Condéjeva sestrična je bila Marija Guiška.

## Vladavini Henrika II. in Franca II.

### Vladavina Henrika II. (1547-1559)
Condé  se je kot vojak v francoski vojski boril pri obleganju Metza leta 1552, kjer je François, vojvoda Guiški, uspešno branil mesto pred silami cesarja Karla V. On in njegov brat Enghien sta bila odgovorna za odsek obzidja od St. Thibautskih vrat  do reke Seille. Boril se je tudi v katastrofalni bitki pri St. Quentinu leta 1557. Med vladavino Henrika II. nista niti on niti njegov brat imela kakšnega pomembnega položaja. Henrik II. je za svoja  favorita izbral Anneja de Montmorencyja in Françoisa Guiškega. V primerjavi z njima sta bila oba Condéja relativno revna.

### Vladanje Franca II. (1559-1560)

#### Henrikova smrt
Nenadna smrt Henrika II. je čez noč spremenila podobo francoske politike. Na pogajanjih o tem, kdo bo nosilec oblasti mladega kralja, sta se s hišama Montmorency in Bourbon-Montpensier pogajala tudi brata Condé. Na oblast je prišel vovoda Guiški, ki je Condéja podkupil z obljubo, da bo prejel guvernerstvo Pikardije, ki ga je njegova družina zahtevala kot dedno pravico, in denarno darilo v višini 70.000 liver. Naraščajoče nasprotovanje novi Guiseovi administraciji je Condéja kljub podkupnini potegnilo na nasprotno stran. Ko je Condéjev brat zavrnil ponudbo zarotnikov iz Amboisea, da bi postal njihov vodja, so položaj ponudili njegovemu mlajšemu bratu. V dogajanja je posegel Guise in guvernerstvo Pikardije se ni uresničilo.

#### Amboiška zarota
Februarja je Guise končno dobili dokaz za amboiško zaroto. Dvor se je preselil na varno v grad  Amboise, kamor so poklicali tudi višje plemstvo, vključno s Condéjem, da bi ga pomagalo braniti. Neuspešno obleganje gradu v naslednjih nekaj dneh je Condé opazoval z grajskega obzidja. V želji, da bi se izognil sumu o vpletenosti v zaroto, se je Condé nekaj dni zadržal na dvoru in jezno obtožil govorice o njegovi vpletenosti. Vsakega, ki bi ga obtožil za lažnivca, je pozval na dvoboj.  Dokazov o njegovi vpletenosti niso odkrili niti med preiskavo njegovega stanovanja. Condé, ki se je dobro zavedal, kako zelo sumljiv je, je izkoristil priložnost in odšel z dvora.

#### Lyon, zapor n osvoboditev
Nered se je po vsem kraljestvu nadaljeval kljub neuspeli amboiški zaroti. V podporo upornikom so se začele zbirati neodvisne gverilske vojske. Condé je nadaljeval spletkarjenje in nameraval poslati vojake v Lyon, da bi zavzeli mesto in ga uporabili kot jedro odpora proti Guiseu. Vstaja v Lyonu je bila odkrita, še preden se je začela. Guiseovi sumi o vpletenosti Condéja in Navarre so bili navidez potrjeni, ko je Guise ujel Condéjevega agenta z dokumenti, ki so dokazovali njegovo vpletenost v zaroto.  Brata, proti katerima so končno imeli trdne dokaze, sta bila povabljena na Skupščino uglednih. Oba sta se zavedala, da ju bodo na skupščini aretiali, zato sta ostala v svoji bazi v Vendômu. V upanju, da bodo Bourbon-Vendòme sprli, je Guise ustanovil dve superguverniji, ki sta obsegali večji del države. Eno je dal Charlesu, princu La Roche-sur-Yona, drugo pa Louisu, vojvodi Montpensierskemu. Zbirati je začel vojsko 40.000 mož in brata odpadnika opozoril, kaj se jim bo zgodili, če se ne pojavita zasedanju Generalne skupščine 1560-1561. Ker sta imela brata samo 6.000 pešcev, sta brez boja odpotovala na sever. Condéja so 31. oktobra takoj aretirali.
Guise se je lotil organiziranja sojenja Condéju zaradi obtožbe izdaje. Condé je poskusil na različne načine izničiti postopek in ni priznal avtoritete imenovanih sodnikov in zahteval sojenje s strani svojih vrstnikov. Condé je bil kljub temu spoznan za krivega in obsojen na nedoločeno zaporno kazen, verjetno v ječah Lochesa.
V ječi ni ostal dolgo. Kmalu po smrti mladega Franca II. so se politične vezi Guiseov z dvorom pretrgale. Smrt je odprla pot regentski vladi pod vodstvom kraljice matere Katarine Medičejske.{ Katarina se je zavedala, da bodo stanovi raje podprli pravice Navarrskih do regentstva, je Navarrskim obljubila ocvoboditev  Condéja v zameno za podporo njenemu vladanju.